# Klebriger Drüsenginster
Der Klebrige Drüsenginster (Adenocarpus viscosus) ist eine Pflanzenart aus der Gattung Drüsenginster (Adenocarpus) und gehört zur Familie der Hülsenfrüchtler (Fabaceae).

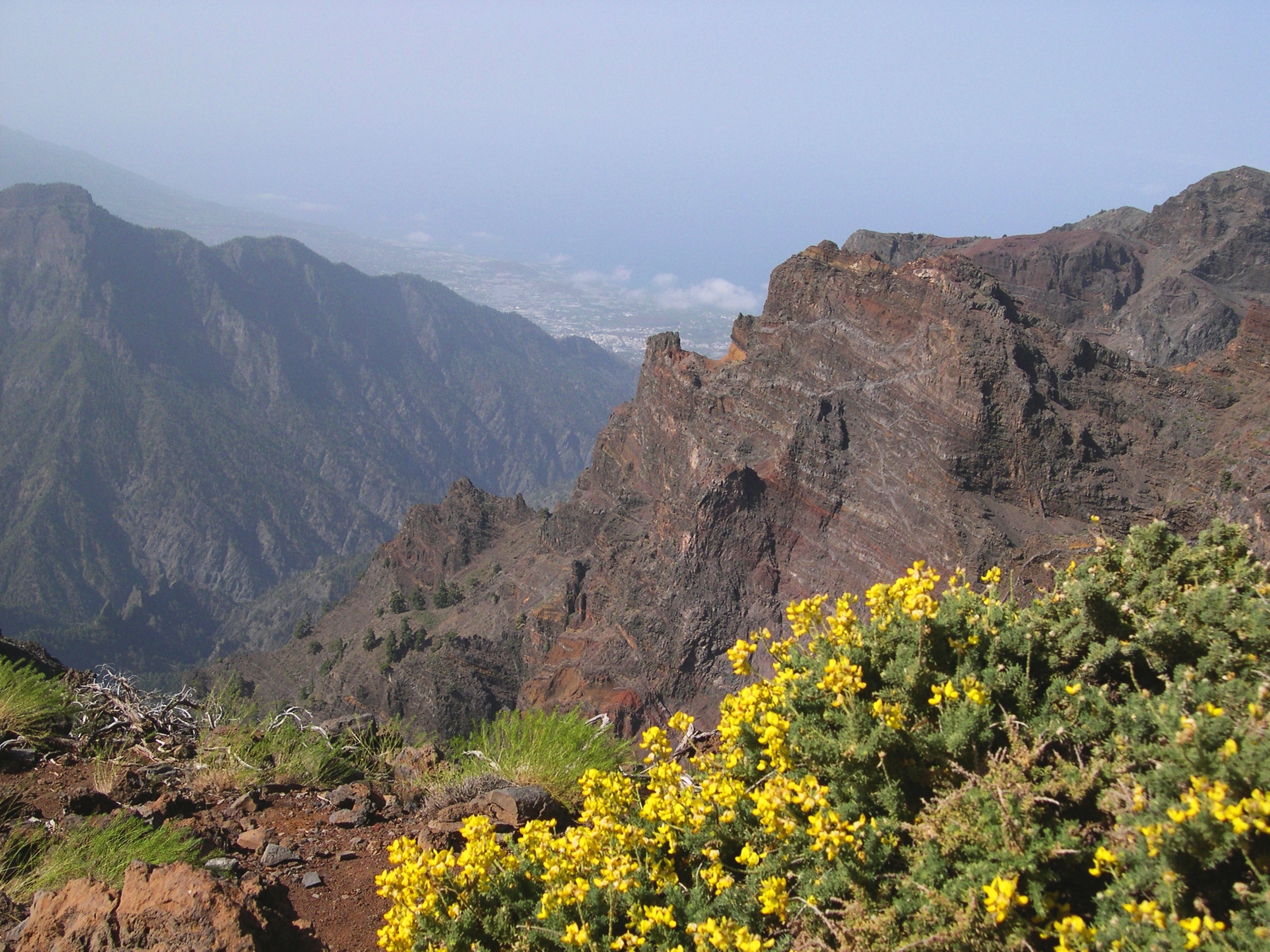
Klebriger Drüsenginster am Roque de los Muchachos auf La Palma

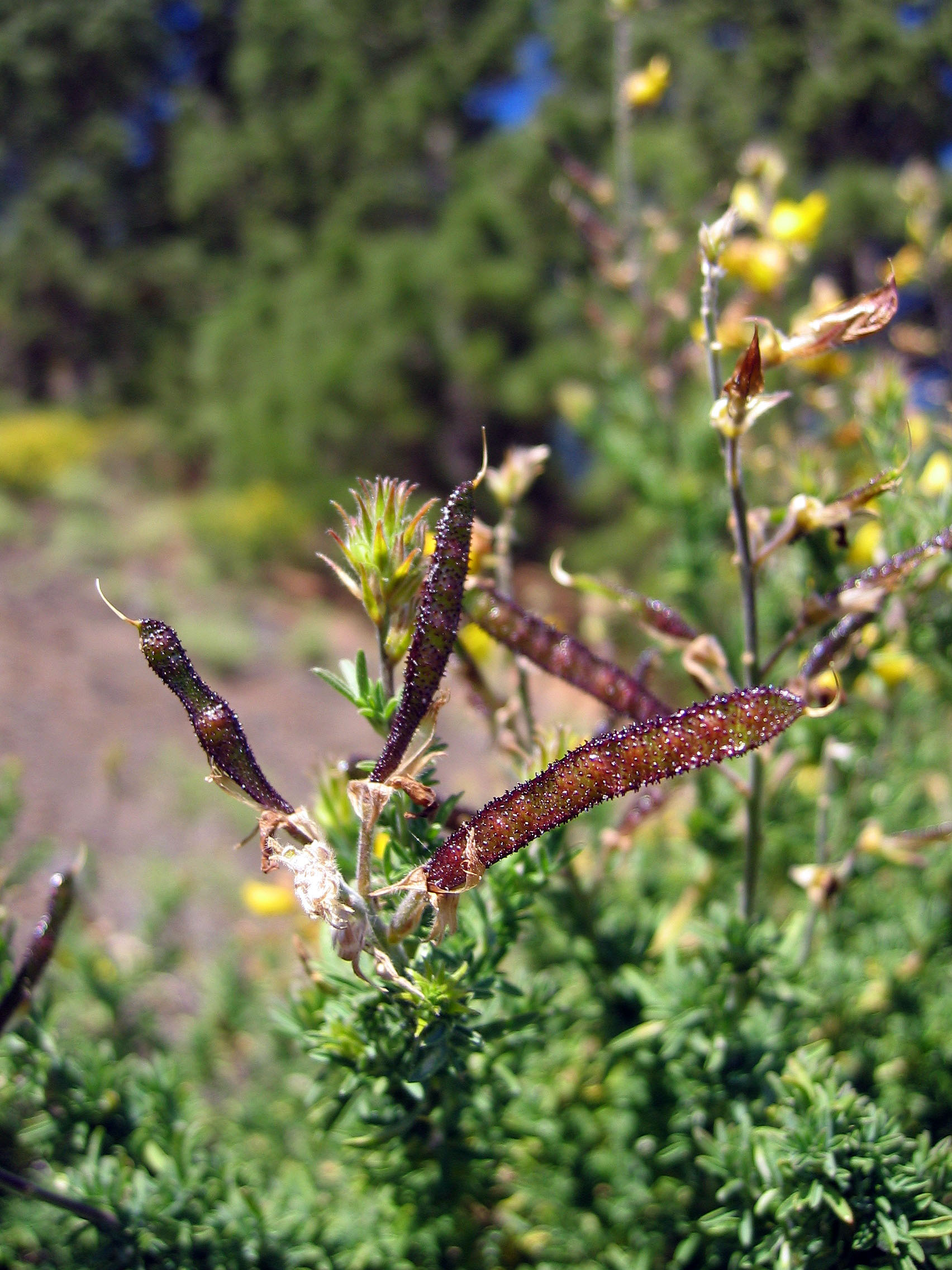
Adenocarpus viscosus mit drüsigen Hülsen

## Beschreibung
Der immergrüne Strauch erreicht eine Wuchshöhe zwischen 30 und 100 Zentimetern. Der Wuchs ist oft flach ausgebreitet aber auch aufrecht. Die dunkelgrünen Blätter sind dreizählig und stehen sehr dicht. Die schmalen Blättchen sind am Rand umgerollt, beiderseits dicht kurzwollig und klebrig.
Die gelben Blüten haben eine verkahlende Fahne, die etwa 12 mm lang wird. Der drüsig-warzige Kelch hat nur einzelne einfache Haare. Blütezeit ist im Mai. Die Hülsenfrucht ist dicht mit hervortretenden Drüsen bedeckt und zerstreut behaart.
Die Chromosomenzahl beträgt 2n = 52.

## Vorkommen
Der Klebrige Drüsenginster ist ein Endemit der Kanarischen Inseln La Palma, Gomera und Teneriffa. Als Standort wird die obere Kiefernwaldstufe bis in Höhenlagen von 1900 bis 2200 Meter bevorzugt. Auf La Palma ist diese Pflanzenart in der obersten Höhenstufe bestandsbildend. Auf Teneriffa wächst der Klebrige Drüsenginster vor allem in den Cañadas del Teide.

## Taxonomie
Der Klebrige Drüsenginster wurde 1802 als Genista viscosa von Willdenow in Species Plantarum, ed. 4 [Willdenow], vol. 3(2), S. 937 (1802) erstbeschrieben. Die Art wurde 1842 von Philip Barker Webb und Sabin Berthelot in  Histoire naturelle des Iles Canaries (Phytogr.) 3 (pt. 2, sect. 2, livr. 59): 32, tt. 50, 50B als Adenocarpus viscosus Webb & Berthel. in die Gattung Adenocarpus gestellt. Synonyme sind Adenocarpus anagyrus Spreng. und Adenocarpus frankenioides DC.